# Gnadochaeta clistoides
Gnadochaeta clistoides là một loài ruồi trong họ Tachinidae.